# Melitaea subpatycosana
Melitaea subpatycosana är en fjärilsart som beskrevs av Ruggero Verity 1924. Melitaea subpatycosana ingår i släktet Melitaea och familjen praktfjärilar. Inga underarter finns listade i Catalogue of Life.